# 도쿠슈쿠촌
도쿠슈쿠촌(徳宿村)은 이바라키현 가시마군에 설치되었던 촌이다.

## 지리
현재의 호코타시 중부에 해당한다.

## 역사
- 1889년 4월 1일 - 정촌제 시행에 의해 6개의 구역을 확장하여 가시마군 도쿠슈쿠촌이 성립하였다.
- 1955년 3월 15일 - 호코타정, 도모에촌, 신구촌 및 나메가타군 아키쓰촌과 합병해 새로운 호코타정이 성립하여, 동일 도쿠슈쿠촌은 폐지되었다.

## 인구
| 1891년 | 1,469 |
| 1909년 | 3,436 |
| 1920년 | 3,562 |
| 1935년 | 3,813 |
| 1950년 | 5,542 |

## 교통

### 철도
- 가시마 산구철도
  - 가시마 산구철도선

## 참고문헌
- 鉾田町史編さん委員会『鉾田町史 通史編 下巻』、鉾田町、2001年
- 角川日本地名大辞典編纂委員会『가도카와 일본 지명 대사전 8 茨城県』、가도카와 쇼텐、1983年 ISBN 4040010809